# József Bánás
József Bánás (Cífer, 5 febbraio 1894 – Arona, 3 marzo 1973) è stato un calciatore e allenatore di calcio ungherese.

## Biografia
Apolide di natali ungheresi, si trasferì all'età di 4 anni a Budapest. Iniziò a giocare nel Ferencvaros per poi passare nel 1913 al Vasas di Budapest e quindi trasferirsi nel 1919 in Cecoslovacchia, dove vestì la maglia del Teplitzer.
Nel 1924 si trasferì in Italia, al Milan; centromediano, esordì in campionato contro l'Andrea Doria (2-0 per i rossoneri), imponendosi subito per personalità e visione di gioco. Dotato di grande temperamento, si narra che, all'arrivo della primavera, rimanesse quasi a digiuno per quindici giorni per disintossicarsi delle tossine accumulate durante l'inverno.
Sul finale della stagione 1925-1926 s'infortunò a un ginocchio nel corso di una gara contro l'Alessandria; non potendo continuare a disputare campionati di alto livello fu costretto a tornare in patria; fece ritorno in Italia nel 1930, quando il Milan lo richiamò ingaggiandolo come trainer. In questo ruolo diede al calcio nazionale italiano un personalissimo contributo per l'evoluzione della tattica del gioco e dei sistemi di preparazione atletica; al Venezia fu pigmalione del fiumano Ezio Loik e allenò tra gli altri Nereo Rocco, "Cina" Bonizzoni, Sandro Salvadore, Giovanni Trapattoni, Gigi Radice.
Nella trentennale carriera di allenatore sedette sulle panchine, oltre che di Milan e Venezia, Padova, Cremonese (in tre occasioni), Brescia, Pescara e il Catania.
Nel 1953-1954 allenava il Bagheria quando fu richiamato dal Palermo per prendere il posto di Rodolphe Hiden a fine marzo; tuttavia i dirigenti bagheresi gli impedirono di lasciare la squadra perché una clausola del contratto gli permetteva di tornare con i rosanero solo per curare la squadra riserve.
Dal 1956 al 1961 guida l'Acireale, con cui vince un campionato di Promozione Siciliana nella stagione 1957-58. Nel 1959 era stato chiamato da Viani e Bonizzoni come consulente tecnico e restauratore atletico del Milan lanciato verso il titolo di Campione d'Italia. Nel 1961 si ritirò dall'attività.
Morì nel 1973, a 79 anni.

## Statistiche

### Presenze e reti nei club
| Stagione        | Squadra         | Campionato      | Campionato | Campionato | Coppe nazionali | Coppe nazionali | Coppe nazionali | Coppe continentali | Coppe continentali | Coppe continentali | Altre coppe | Altre coppe | Altre coppe | Totale | Totale |
| Stagione        | Squadra         | Comp            | Pres       | Reti       | Comp            | Pres            | Reti            | Comp               | Pres               | Reti               | Comp        | Pres        | Reti        | Pres   | Reti   |
| --------------- | --------------- | --------------- | ---------- | ---------- | --------------- | --------------- | --------------- | ------------------ | ------------------ | ------------------ | ----------- | ----------- | ----------- | ------ | ------ |
| 1924-1925       | Milan           | PD              | 20         | 1          | -               | -               | -               | -                  | -                  | -                  | -           | -           | -           | 20     | 1      |
| 1925-1926       | Milan           | PD              | 20         | 1          | -               | -               | -               | -                  | -                  | -                  | -           | -           | -           | 20     | 1      |
| Totale Milan    | Totale Milan    | Totale Milan    | 40         | 2          |                 | -               | -               |                    | -                  | -                  |             | -           | -           | 40     | 2      |
| Totale carriera | Totale carriera | Totale carriera | ?          | ?          |                 | ?               | ?               |                    | ?                  | ?                  |             | ?           | ?           | ?      | ?      |

## Palmarès

### Giocatore

#### Competizioni nazionali
- Campionato ungherese: 1

Ferencvaros: 1912-1913
- Coppa d'Ungheria: 1

Ferencvaros: 1912-1913

### Allenatore

#### Competizioni nazionali
- Serie C: 1

Catania: 1948-1949
- Campionato Dilettanti: 1

Acireale: 1957-1958